# Alfín (artista)
Alberto Mejía Barón, conocido artísticamente como Alfín (Ciudad de México, 8 de abril de 1948-4 de abril de 2009), fue un marionetista, actor, restaurador, director de escena, escenógrafo y artista plástico mexicano. Su carrera artística abarcó cuatro décadas en las cuales realizó artes plásticas, cine, ópera, performance, teatro y televisión así como  restaurador y coleccionista. Dentro de estas actividades alcanzó reconocimiento como uno de los marionetistas más destacados de su país y del mundo.

## Trayectoria artística
Como parte de su formación en 1985 estudió el diplomado del Curso Internacional para Marionetistas en el Teatro de la Diputación Provincial de Sevilla con Albrecht Roser. En 1989, el gobierno de Tailandia lo becó para tener el Master Degree in Arts, título que obtuvo con el apoyo de la UNESCO, la Secretaría de Relaciones Exteriores de su país y el Instituto Nacional de Bellas Artes.
Alfín realizó una labor de mediación artística entre los visitantes de los museos y las obras expuestas. Por dos años en el Museo de Arte Moderno de México hizo como "performance-conductor" en los acervos de dicha institución en 44 exposiciones, periodo en el que fue dirigido por Helen Escobedo. En esta actividad trabajó también en el Antiguo Colegio de San Ildefonso, donde montó las Tandas Antiguas de los Rosete Aranda, además de crear montajes teatrales específicos para las exposiciones Arte Popular Mexicano. Cinco Siglos, Arte y Mística del Barroco, Dioses del México Antiguo y Jalisco Genio y Maestría. Otro acto suyo fue Alfín Cariño Mío en el cual integró performance y teatro para interpretar a la pintora Frida Kahlo, montaje que presentó por más de 20 años en la Museo Casa Estudio Diego Rivera y Frida Kahlo y en otros países como España, en donde realizó las últimas presentaciones de este acto en 2006 en el Festival Internacional de Títeres de Tolosa. En 1983 colaboró con el bailarín y coreógrafo George Balanchine. Como coleccionista recibió en resguardo 40 marionetas originales de los hermanos Rosete Aranda, sumando a su colección de más de 600.
En 2009 se presentó el documental Alfin en el mundo sobre la biografía y obra de este artista.

## Obra

### Puestas en escena
- Alfin la maya, montaje hecho con 150 marionetas y que se estrenó en el marco de la Expo Sevilla 92.[4]
- Alfin I Pagliacci (1995)

### Filmografía
- Cabeza de vaca (1990)

## Premios y reconocimientos
- El Centro Cultural Alfín Rosete Aranda, que resguarda parte de su obra.[6]
- En 1999 fue reconocido en la Bienal Internacional de Marionetas de Évora como un tallador destacado a nivel mundial.[1]